# Kim Dotcom

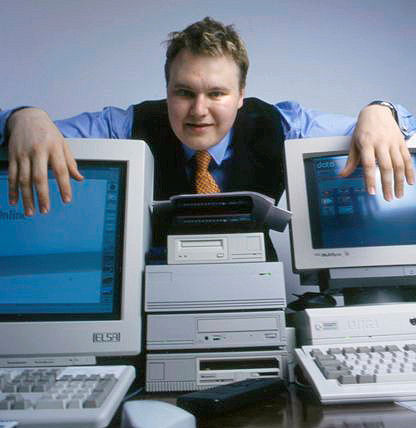
Kim Schmitz (1996)

Kim Dotcom (ur. 21 stycznia 1974 w Kilonii) – niemiecki przedsiębiorca, założyciel serwisów Megaupload i Mega.

## Życiorys
Kim Dotcom urodził się 21 stycznia 1974 roku pod nazwiskiem Kim Schmitz. W latach 90. wsławił się w swych ojczystych Niemczech jako haker. W 1994 został aresztowany przez niemiecką policję za handel numerami skradzionych kart kredytowych. Przebywał w areszcie przez miesiąc, ale wkrótce później został ponownie aresztowany i skazany m.in. za szpiegostwo komputerowe w zawieszeniu na dwa lata, gdyż w momencie popełnienia przestępstwa był niepełnoletni.
W 2001 roku Dotcom nabył niemal zbankrutowaną firmę LetsBuyIt.com i publicznie ogłosił zamiar zainwestowania 100 milionów dolarów w przedsiębiorstwo. Akcje poszły w górę o 300%, Dotcom natychmiast sprzedał akcje i zarobił 1,5 miliona dolarów, a następnie przeniósł się do Tajlandii w celu uniknięcia wyroku za nielegalny obrót papierami wartościowymi. Na wniosek ambasady niemieckiej został aresztowany przez tajskie władze w Bangkoku i ekstradowany do Niemiec. Przyznał się do winy, ale otrzymał wyrok w zawieszeniu.
W 2005 roku założył spółkę kapitałową Megaupload, która 19 stycznia 2012 została zamknięta przez Departament Sprawiedliwości Stanów Zjednoczonych. W styczniu 2013, w rok po zamknięciu Megaupload, Kim Dotcom uruchomił nową stronę pod nazwą Mega.
W dniu 20 stycznia 2012 roku został aresztowany przez nowozelandzką policję na prośbę FBI ze względu na skargi naruszenia praw autorskich w odniesieniu do jego strony internetowej Megaupload. Rząd USA złożył wniosek o jego ekstradycję.
W 2005 roku w hołdzie dla technologii, która uczyniła go zamożnym, zmienił swoje dotychczasowe nazwisko Schmitz na Dotcom. Posługiwał się również pseudonimami Kimble i Kim Tim Jim Vestor.
Od 2009 do 2014 był żonaty z Monicą Vergą Dotcom. Obecnie związany z Elizabeth Donnelly. Ma pięcioro dzieci.